# Oratorio della confraternità dei Bianchi (Nápoly)
Az Oratorio della confraternità dei Bianchi egy nápolyi templom a Via Toledo mentén. A 16. században építették reneszánsz stílusban. Főoltára faragott márványból készült.